# Кирил Христов (офицер)
Вижте пояснителната страница за други личности с името Кирил Христов.
Кирил Христов Димитров е български офицер, полковник.

## Биография
Роден е на 26 април 1895 г. в Айтос. През 1917 г. завършва Военното училище в София. Командир е на Десети пехотен Родопски полк в периода 1941 – 09.09.1944 г. Уволнен е през 1944 г..
   "Кирил Христов ще премине през всички стълбици на военната йерархия, ще напише серия от книги посветени на българската армия и военното дело, ще създаде собствена национална доктрина наречена „идеология на родолюбието”(особено актуална и днес), ще участва във войните за национално обединение като се издигне до полковник и командир на легендарния Десети пехотен Родопски полк в годините на Втората световна война и време на илюзорното и несбъднало се национално обединение, ще преживее Дедеагачкия метеж, ще премине през месомелачката на „Народния съд”, където сякаш роден под щастлива звезда, ще се размине с доживотен затвор, ще мине през българската Голгота – лагерът на остров „Персин”(по-известен като „Белене”) и ще остане жив. През 1953г. ще се окаже отново на подсъдимата скамейка за участието си в потушаването на Септемврийското въстание, ще бъде осъден на смърт, но след като прекара 15 години из затворите и лагерите на социалистическа България, ще завърши живота си като мияч на улични шахти и продавач на лотарийни билети, за да бъде накрая забравен от потомците и името му покрито с пелената на забравата....."(Г.Кременаров, "Сенки и лица от Х пехотен Родопски полк" I част)

## Военни звания
- Подпоручик (1 март 1917)
- Поручик (30 май 1919)
- Капитан (1927)
- Майор (6 май 1935)
- Подполковник (6 май 1939)
- Полковник (3 октомври 1942)

## Военни трудове:
"Животът на генерал Жеков",1918г.
„Ръководство по бомбово и щурмово дело”,1922г.
„Ръководство по телефонно дело за полковите телефонни команди”, 1925г.
„Какво трябва да знае кандидат офицера”1931г.
„Въпросо-ответник по общите познания на войника”, 1928г., претърпяла шест издания и препоръчано от Щаба на армията с Наредба №7 от 1934г.
„Първа помощ при химическо отравяне”(под негова редакция), 1939г. 
„Идеология на родолюбието за мощна и благоденстваща България”, 1940г. 
Участник в създаването на "Бойна история на Х пехотен Родопски полк",1942г.